# PzKpfw I Ausf C
Het Duitse pantservoertuig PzKpfw I Ausf C is een lichte verkenningstank gebruikt tijdens de Tweede Wereldoorlog (1939-1945).

## Achtergrond
De Panzerkampfwagen I uitvoering C was een ontwerp gericht op het bekomen van een snel verkenningsvoertuig met pantserbescherming; de tank moest passen in een zweefvliegtuig tijdens luchtlandingsoperaties. Het bedrijf Krauss-Maffei kreeg op 15 september 1939 de opdracht om het chassis te ontwikkelen, terwijl het bedrijf Daimler-Benz de bovenstructuur en geschutskoepel mocht bedenken. Het ontwerp van de PzKpfw I Ausf C was totaal anders dan de twee basisvarianten in de Panzerkampfwagen I-reeks (PzKpfw I Ausf A en PzKpfw I Ausf B). De ophanging werd zodanig ontworpen om een hoge snelheid aan te houden en de bepantsering was tweemaal zo dik als bij de vorige Panzer I-modellen. Eén prototype, met naam VK601, werd gebouwd en uitvoerig getest, waarna de wiel -en rupsophanging grondige veranderingen ondergingen. Initieel voorzagen de ontwerpers om zelfsmerende rupskettingen te gebruiken, doch uiteindelijk werden droge kettingen gebruikt. Een krachtigere motor, de Maybach HL61, werd gemonteerd in het uiteindelijke productiemodel, die de naam VK602 meekreeg. De bestuurder had 2 vizieren (1 voorzijde, 1 links van de chauffeur). De koepel had naast de telescoop ook nog 8 periscopen om de commandant een 360°-zicht te geven.

## Dienstjaren
In maart 1943 werden twee stuks Ausf C geleverd aan het 1e Panzer regiment van de 1e Panzer Division en deed mee aan de fronten van Rusland, Joegoslavië en Griekenland. De andere 38 stuks werden in de loop van 1943 geleverd aan het 58e Reserve-Pantserkorps (LVIII PZ Res Korps) en kwamen uiteindelijk terecht in Normandië, waar ze uiteindelijk verloren gingen. De PzKpfw I Ausf C ging nooit in volledige productie.